# Rohan Wight
Rohan Wight (* 30. Januar 1991 in Adelaide) ist ein ehemaliger australischer Radsportler.

## Sportliche Laufbahn
2014 errang Rohan Wight seinen ersten internationalen Titel, als er bei den Ozeanienmeisterschaften der Junioren Gold in der Mannschaftsverfolgung gewann. Im Einzelzeitfahren auf der Straße wurde er Dritter. Im Jahr darauf holte er bei den Junioren-Weltmeister drei Medaillen: In den Disziplinen Mannschaftsverfolgung und Zweier-Mannschaftsfahren  (mit Kelland O’Brien) wurde er Weltmeister und im Omnium Vize-Weltmeister.
Ab 2016 startete Wight international in der Elite. Beim Weltcup in Hongkong gewann er gemeinsam mit Sam Welsford, Alexander Porter und Miles Scotson die Mannschaftsverfolgung. In dieser Disziplin wurde er mit Kelland O’Brien, Nicholas Yallouris, Alexander Porter, Cameron Meyer und Sam Welsford Weltmeister.

## Erfolge

### Bahn
2014
- Junioren-Ozeanienmeister – Mannschaftsverfolgung (mit Thomas McDonald, James Robinson und James Tickner)
- Australischer Junioren-Meister – Omnium, Mannschaftsverfolgung (mit Matthew Holmes, Callum Scotson und Jonathan Stephens)

2015
- Junioren-Weltmeister – Zweier-Mannschaftsfahren (mit Kelland O’Brien), Mannschaftsverfolgung (mit Alex Rendell, B. O’Brien und James Robinson)
- Junioren-Weltmeister – Omnium
- Ozeanienmeisterschaft – Einerverfolgung
- Australischer Junioren-Meister – Mannschaftsverfolgung (mit Thomas Allford, Ethan Egglestone und James Higginson)

2016
- Weltcup in Hongkong – Mannschaftsverfolgung (mit Sam Welsford, Alexander Porter und Miles Scotson)

2017
- Weltmeister – Mannschaftsverfolgung (mit Kelland O’Brien, Nicholas Yallouris, Alexander Porter, Cameron Meyer und Sam Welsford)

2017/18
- Ozeanienmeisterschaft – Zweier-Mannschaftsfahren (mit Kelland O’Brien)
- Australischer Meister – Zweier-Mannschaftsfahren (mit Alexander Porter)

### Straße
2014
- Junioren-Ozeanienmeisterschaft – Einzelzeitfahren

2015
- Australischer Junioren-Meister – Einzelzeitfahren